# Astier Nicolas
Astier Nicolas (ur. 19 stycznia 1989) – francuski jeździec sportowy. Dwukrotny medalista olimpijski z Rio de Janeiro.
Sukcesy odnosi we Wszechstronnym Konkursie Konia Wierzchowego. Zawody w 2016 były jego pierwszymi igrzyskami olimpijskimi. W Brazylii indywidualnie zajął drugie miejsce i zdobył złoty medal w drużynie, tworzyli ją ponadto Karim Laghouag, Thibaut Vallette i Mathieu Lemoine. Startował na koniu Piaf De B'Neville. W 2013 był brązowym medalistą mistrzostw Europy w drużynie.